# Alessandro Giuli
Alessandro Giuli (Roma, 27 settembre 1975) è un giornalista e politico italiano, dal 6 settembre 2024 ministro della cultura nel governo Meloni.

## Biografia
Nato a Roma, dove si è diplomato al liceo classico "Torquato Tasso" nel 1994 e ha studiato filosofia all'Università La Sapienza, senza conseguire la laurea; in seguito ha ripreso gli studi.

### Militanza politica
Il nonno paterno era stato un convinto sostenitore del fascismo e della Repubblica di Salò, e in passato anche Giuli è stato iscritto al Fronte della Gioventù, organizzazione giovanile del Movimento Sociale Italiano, militando inoltre nel movimento politico di estrema destra Meridiano Zero, di matrice neofascista.

### Attività giornalistica
Ha iniziato l'attività giornalistica in alcune testate locali e dal 1996 al 2001 ha collaborato col quotidiano L'Umanità (ex organo del Partito Socialista Democratico Italiano, poi rinominato dal 1998 Rinascita-Quotidiano di Liberazione Nazionale, assumendo una linea editoriale di estrema destra). Dal 2001 al 2003 è stato redattore del quotidiano Linea, passando poi al Foglio, dov'è diventato giornalista professionista nel 2004, per poi diventare vicedirettore nel 2008 e condirettore fino al 2017. Da febbraio a novembre 2017 è stato direttore di Tempi (periodico vicino al movimento cattolico Comunione e Liberazione).
Negli anni 2000 e 2010 collabora con Il Giornale, Il Sole 24 Ore, Panorama e il quotidiano Libertà di Piacenza. Ha collaborato anche con Linkiesta, Il Tempo, Libero, il Corriere dell'Umbria e Med-Or, fondazione creata da Leonardo S.p.A.
Dal 2019 al 2020 è stato ospite fisso della trasmissione Patriae, condotta da Annalisa Bruchi su Rai 2, mentre nel 2020 ha condotto, con Francesca Fagnani, Seconda linea, programma in onda sempre su Rai 2, ma chiuso dopo due puntate. Collabora con L'Argonauta su Rai Radio 1 ed è autore di vari libri.

### Presidente della Fondazione MAXXI
Il 23 novembre 2022 viene nominato, dal ministro della cultura Gennaro Sangiuliano, presidente della Fondazione MAXXI, succedendo all'ex ministra Giovanna Melandri, entrando in carica dal 12 dicembre. Durante il primo anno del suo mandato i proventi della biglietteria sono scesi del 30% (da 2.586.000 a 1.972.000 €), mentre i ricavi e proventi diversi sono calati da 3.950.000 a 2.487.000 € e le sponsorizzazioni esterne sono diminuite del 44%; il bilancio è stato chiuso comunque in positivo grazie anche all'aumento dei contributi statali.

### Ministro della cultura

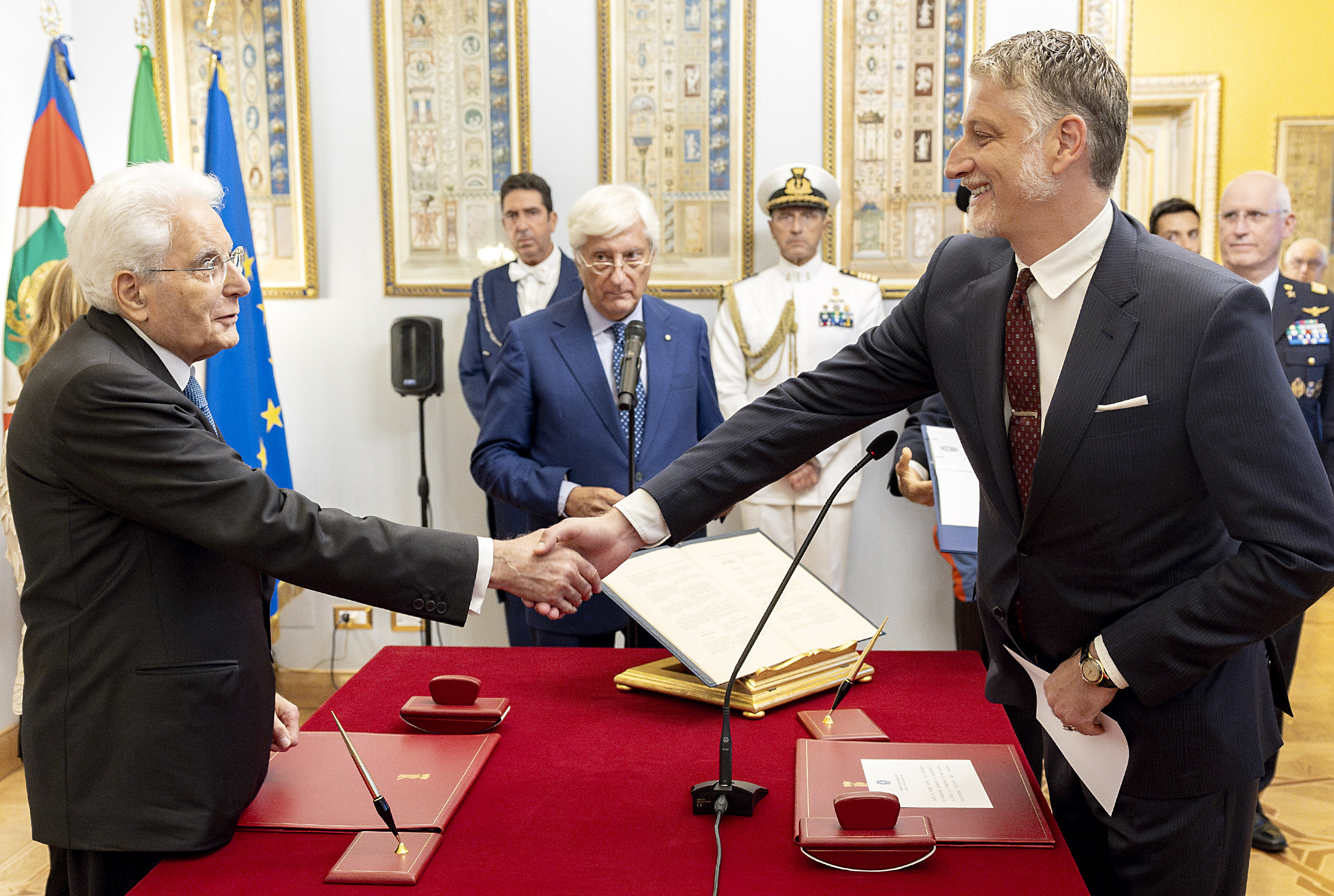
Giuli giura come ministro al Quirinale nelle mani del Presidente della Repubblica Sergio Mattarella.

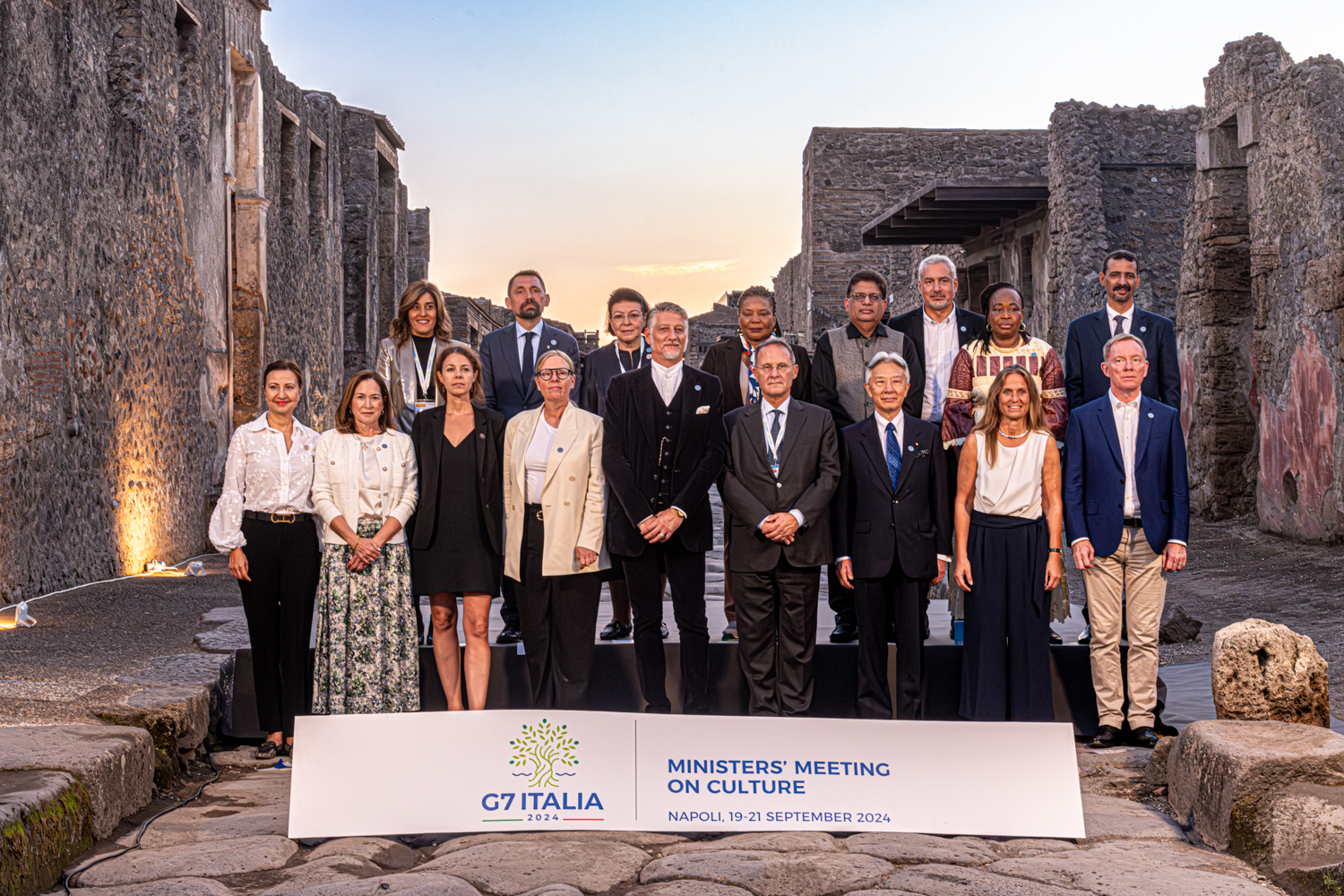
Giuli che presiede il G7 del 2024 della cultura a Pompei.

Il 6 settembre 2024 viene nominato ministro della cultura nel governo Meloni, in sostituzione di Sangiuliano a sua volta dimessosi per il caso Boccia, prestando giuramento il giorno stesso al palazzo del Quirinale nelle mani del Presidente della Repubblica Sergio Mattarella.

## Vita privata
È sposato con Valeria Falcioni, collega giornalista di Sky, da cui ha avuto due figli, nati nel 2016 e nel 2019.

## Opere
- Dadafleur, Terziaria, 2001.
- Nigredo, Settimo sigillo, 2002.
- Il passo delle oche. L'identità irrisolta dei postfascisti, Einaudi, 2007.
- Venne la magna madre. I riti, il culto e l'azione di Cibele romana, Settimo Sigillo, 2012.
- Gramsci è vivo. Sillabario per un'egemonia contemporanea, Rizzoli, 2024.
- Antico presente. Viaggio nel sacro vivente, Baldini+Castoldi, 2025.